# Musée japonais de l'ukiyo-e
Le musée japonais de l'ukiyo-e (日本浮世絵博物館, Nihon Ukiyo-e Hakubutsukan) est un musée d'art japonais privé situé à Matsumoto, dans la préfecture de Nagano. Il est consacré aux estampes japonaises sur bois.
Le musée japonais de l'ukiyo-e a été créé en 1982 par la famille de l'entreprise locale Sakai. Il est fondé sur les collections d'ukiyo-e appartenant à la famille. Ces pièces ont été principalement collectées par Yoshitaka Sakai (1810-1869), grossiste de papier et mécène, et son fils et petit-fils. 
Le bâtiment principal du musée, conçu par l'architecte Kazuo Shinohara (1925–2006), a été agrandi en 1995 par l'architecte Haba Kuniharu.

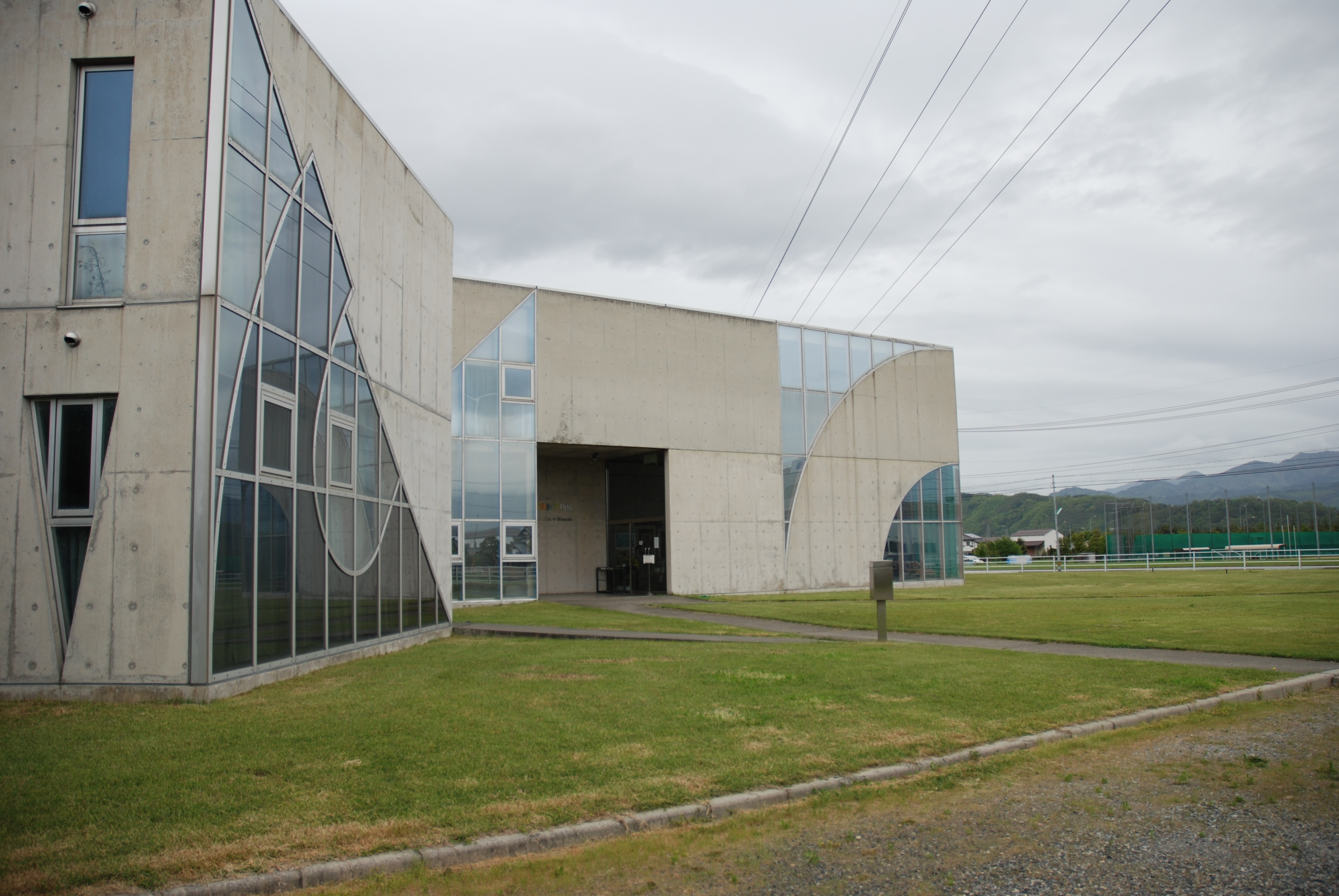
Extérieur du musée.
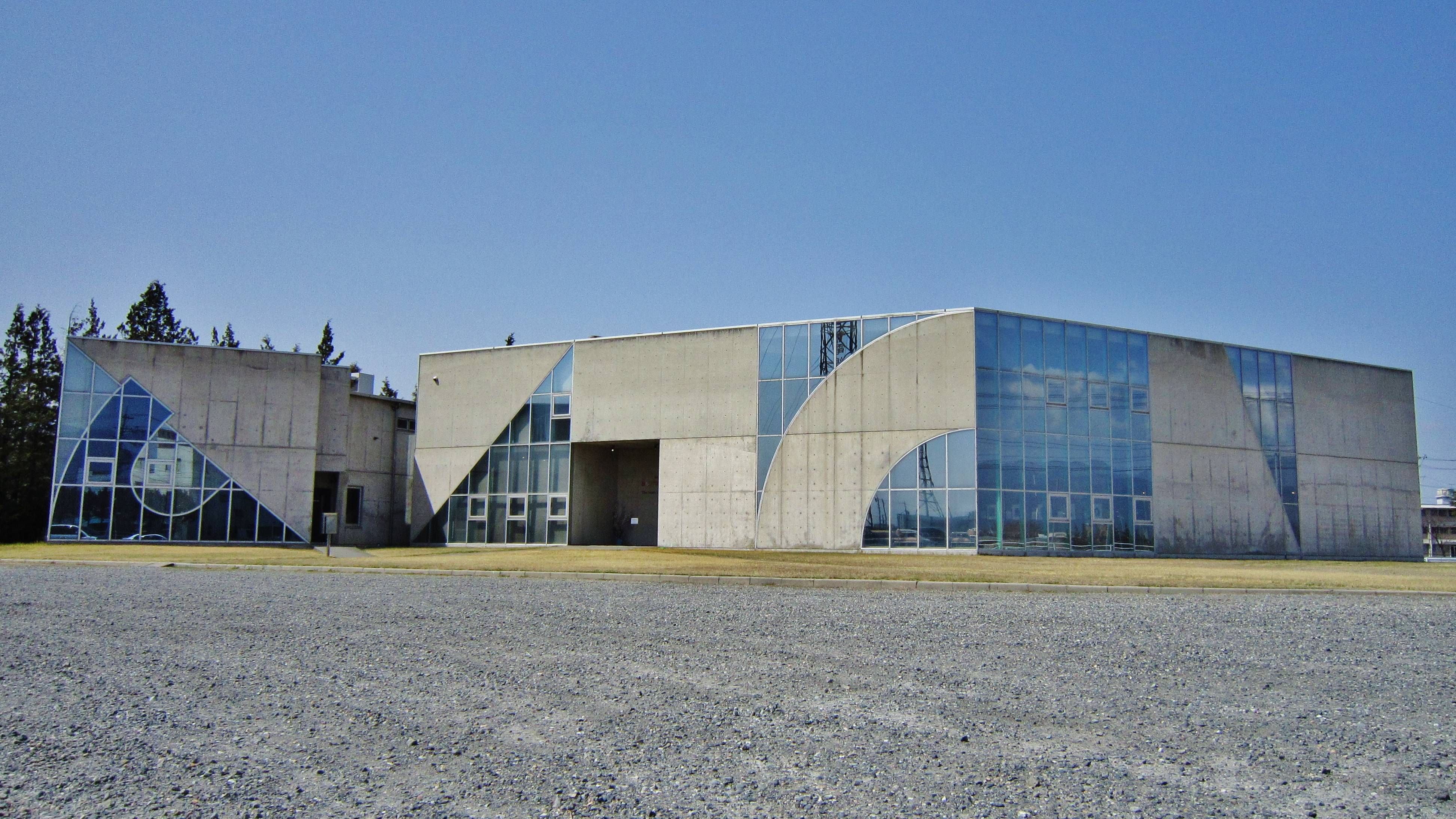
Autre vue du musée.